# Richard Tsimba
Richard Utete Tsimba (Harare, 9 de julio de 1965 — 30 de abril de 2000) fue un jugador zimbabuense de rugby que se desempeñó como centro. Desde 2012 es miembro del World Rugby Salón de la Fama.

## Selección nacional
Fue el primer jugador de raza negra en ser convocado a los Sables. Su debut se produjo en mayo de 1987, en el enfrentamiento ante los Stejarii y disputó su último partido en octubre de 1991 ante los Brave Blossoms. En total jugó cinco partidos y marcó tres tries (12 puntos por aquel entonces).

### Participaciones en Copas del Mundo
El Black Diamond (como lo apodó la prensa rugbística) disputó dos Copas del Mundo, donde jugó sus cinco partidos con el seleccionado y en ambos torneos los Sables resultaron eliminados en la fase de grupos.
En Nueva Zelanda 1987 marcó el primer try zimbabuense en la historia del torneo, el cual está considerado uno de los mejores de la historia ya que Tsimba eludió a cinco jugadores y anotó bajo los postes. Cuatro años más tarde en Inglaterra 1991, ya afianzado como titular, disputó sus últimos tres partidos.
| Mundial                       | Sede          | Resultado    | PJ | Tries |
| ----------------------------- | ------------- | ------------ | -- | ----- |
| Copa Mundial de Rugby de 1987 | Nueva Zelanda | Primera fase | 2  | 2     |
| Copa Mundial de Rugby de 1991 | Inglaterra    | Primera fase | 3  | 1     |